# Forficula aetolica
Forficula aetolica (лат.) — вид насекомых из семейства настоящих уховёрток. Встречаются в Палеарктике, особенно в Турции (Бурса, Измир, Восточная Маниса, западная, центральная южная, юго-восточная часть Анатолии. В иле Мерсин представителей вида находили на высоте 24 и 261 метров над уровнем моря), Греции, на Кипре, в Украине. Могут обитать в садах.